# Иван Ковачев (революционер)
Иван Георгиев (Гоцев) Ковачев е български революционер, деец на Вътрешната македоно-одринска революционна организация.

## Биография
Роден е в 1877 година в българския южномакедонски град Кукуш, тогава в Османската империя, днес в Гърция.
Присъединява се към ВМОРО и в 1902 година влиза в четата на Гоце Трайков. Участва в Илинденско-Преображенското въстание през лятото на 1903 година. Сражава се в голямата битка край Арджанското езеро, след това в боя при Гъндач, Ениджевардарската околия и в боя при Бешбунар в Мъгленска околия съвместно с
гевгелийската чета на войводата Аргир Манасиев.
На 9 март 1943 година, като жител на Бургас, подава молба за българска народна пенсия, която е одобрена и пенсията е отпусната от Министерския съвет на Царство България.